# ویکتور استال
ویکتور استال (آلمانی: Viktor Staal؛ ۱۷ فوریه ۱۹۰۹ – ۴ ژوئن ۱۹۸۲) بازیگر اهل اتریش بود.
از فیلم‌ها یا برنامه‌های تلویزیونی که وی در آن نقش داشته‌است می‌توان به نورا و گرگ‌ومیش اشاره کرد.